# Ufficio di sicurezza dell'Agenzia nazionale di polizia
L'Ufficio di sicurezza dell'Agenzia nazionale di polizia (警察庁警備局?, Keisatsu-chō Keibi-kyoku) è un ufficio dell'Agenzia nazionale di polizia del Giappone che si occupa degli affari di sicurezza interna a livelli nazionale. Supervisiona per quelle questioni l'Ufficio di sicurezza e l'Ufficio di pubblica sicurezza del Dipartimento della Polizia metropolitana di Tokyo e i Dipartimenti di sicurezza dei Dipartimenti di polizia prefetturale.

## Organizzazione
L'organizzazione dell'Ufficio di sicurezza è la seguente.

### Dipartimento di sicurezza
È incaricato di antiterrorismo interno, contrasto al crimine informatico e sorveglianza di gruppi, organizzazioni e fenomeni sociali potenzialmente minacciosi.
- Divisione per la pianificazione di sicurezza (警備企画課?, Keibi Kikaku-ka)
- Divisione di pubblica sicurezza (公安課?, Kōan-ka)
- Divisione di sicurezza Division (警備課?, Keibi-ka)

### Dipartimento per gli affari esteri e l'informazione
È incaricato di controspionaggio e antiterrorismo internazionale.
- Divisione per gli affari esteri (外事課?, Gaiji-ka)
- Divisione antiterrorismo internazionale (国際テロリズム対策課?, Kokusai Terorizumu Taisaku-ka)